# (6819) McGarvey
(6819) McGarvey (1983 LL) – planetoida z pasa głównego asteroid okrążająca Słońce w ciągu 3,48 lat w średniej odległości 2,29 j.a. Odkryta 14 czerwca 1983 roku.